# Pisan
Pisan is een bestuurslaag in het regentschap Timor Tengah Selatan van de provincie Oost-Nusa Tenggara, Indonesië. Pisan telt 1669 inwoners (volkstelling 2010).